# Brian Currutt
Brian Currutt (ur. 11 kwietnia 1974 w Cleveland) – amerykański narciarz, specjalista narciarstwa dowolnego. Najlepszy wynik na mistrzostwach świata osiągnął podczas mistrzostw w Iizuna, gdzie zajął 10. miejsce w skokach akrobatycznych. Zajął także 6. miejsce w tej samej konkurencji na igrzyskach olimpijskich w Salt Lake City. Najlepsze wyniki w Pucharze Świata osiągnął w sezonie 1998/1999, kiedy to zajął 6. miejsce w klasyfikacji generalnej, a w klasyfikacji skoków akrobatycznych był czwarty.
W 2003 r. zakończył karierę.

## Osiągnięcia

### Igrzyska olimpijskie
| Miejsce | Dzień     | Rok  | Miejscowość    | Konkurencja        | Zwycięzca    |
| ------- | --------- | ---- | -------------- | ------------------ | ------------ |
| 6.      | 19 lutego | 2002 | Salt Lake City | Skoki akrobatyczne | Aleš Valenta |

### Mistrzostwa świata
| Miejsce | Dzień       | Rok  | Miejscowość | Konkurencja        | Zwycięzca        |
| ------- | ----------- | ---- | ----------- | ------------------ | ---------------- |
| 10.     | 9 lutego    | 1997 | Iizuna      | Skoki akrobatyczne | Nicolas Fontaine |
| 11.     | 20 stycznia | 2001 | Whistler    | Skoki akrobatyczne | Alaksiej Hryszyn |

#### Miejsca w klasyfikacji generalnej
- sezon 1996/1997: 41.
- sezon 1997/1998: 37.
- sezon 1998/1999: 6.
- sezon 1999/2000: 25.
- sezon 2000/2001: 16.
- sezon 2001/2002: 26.
- sezon 2002/2003: 74.

#### Miejsca na podium
1. Heavenly Valley – 23 stycznia 2000 (Skoki akrobatyczne) – 3. miejsce